# Parasyrisca gissarika
Parasyrisca gissarika Ovtsharenko, Platnick & Marusik, 1995 è un ragno appartenente alla famiglia Gnaphosidae.

## Etimologia
Il nome della specie deriva dalla zona di rinvenimento degli esemplari: la catena tagica dei monti Gissar; in aggiunta il suffisso -ika che, a detta del descrittore, è un'arbitraria combinazione di lettere.

## Caratteristiche
L'olotipo femminile rinvenuto ha lunghezza totale è di 9,00mm; la lunghezza del cefalotorace è di 3,60mm; e la larghezza è di 2,95mm.

## Distribuzione
La specie è stata reperita in Tagikistan: l'olotipo femminile è stato rinvenuto alle foci del fiume Maikhura, che ha origine nella catena montuosa dei monti Gissar, situata nei Distretti di Subordinazione Repubblicana.

## Tassonomia
Al 2015 non sono note sottospecie e dal 1995 non sono stati esaminati nuovi esemplari.